# Bystřice (okres Frýdek-Místek)
Bystřice (uitspraakⓘ) is een Tsjechische gemeente in de regio Moravië-Silezië, die deel uitmaakt van het district Frýdek-Místek. De gemeente, die in het Pools Bystrzycaⓘ heet en in het Duits Bistritz wordt genoemd, had in 2007 5150 inwoners. In 2001 bestond 29,7% van de bevolking uit Polen.

## Beschrijving
De gemeente ligt tussen de Silezische en de Moravische Beskiden, in het gebied van het historische Hertogdom Teschen. Nabij Bystřice vloeit de rivier de Hluchová in de Olza.
Het dorp Bystřice wordt voor het eerst genoemd in een document uit 1423, hoewel het waarschijnlijk is dat het al in de veertiende eeuw werd gesticht. De bewoners leefden er voornamelijk van de opbrengst van akkers en weiden. Nadat in 1839 in het naburige Třinec een staalfabriek werd gebouwd, werden sommigen van hen daar arbeider.
Bystřice is een van de meest protestantse dorpen in het voormalige Hertogdom Teschen. In 1587 bouwden de bewoners een protestantse kerk, die later werd overgenomen door katholieken en in 1897 werd gesloopt. In plaats daarvan werd de huidige Kerk van het Heilige Kruis gebouwd. In 1782 bouwden lutheranen in Bystřice een houten kerk, die tussen 1811 en 1817 vervangen werd door een stenen gebouw. In het dorp staan nog veel traditionele houten huizen.

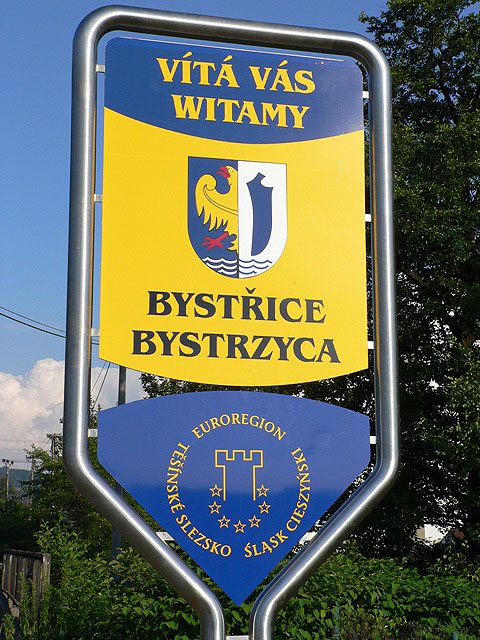
Kombord (Tsjechisch/Pools) (2006)
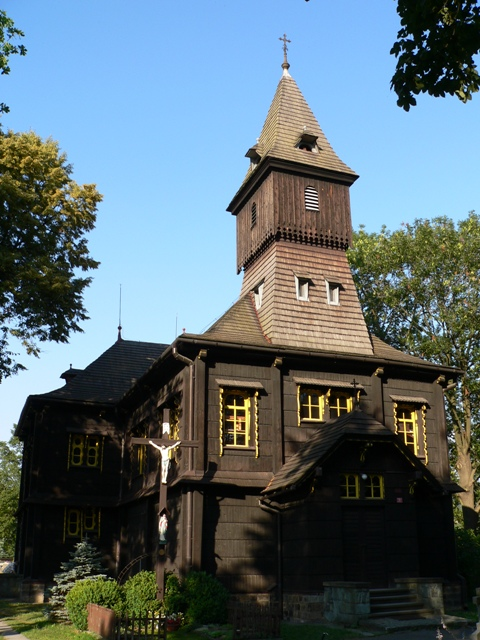
Kerk van het Heilige Kruis (2006)
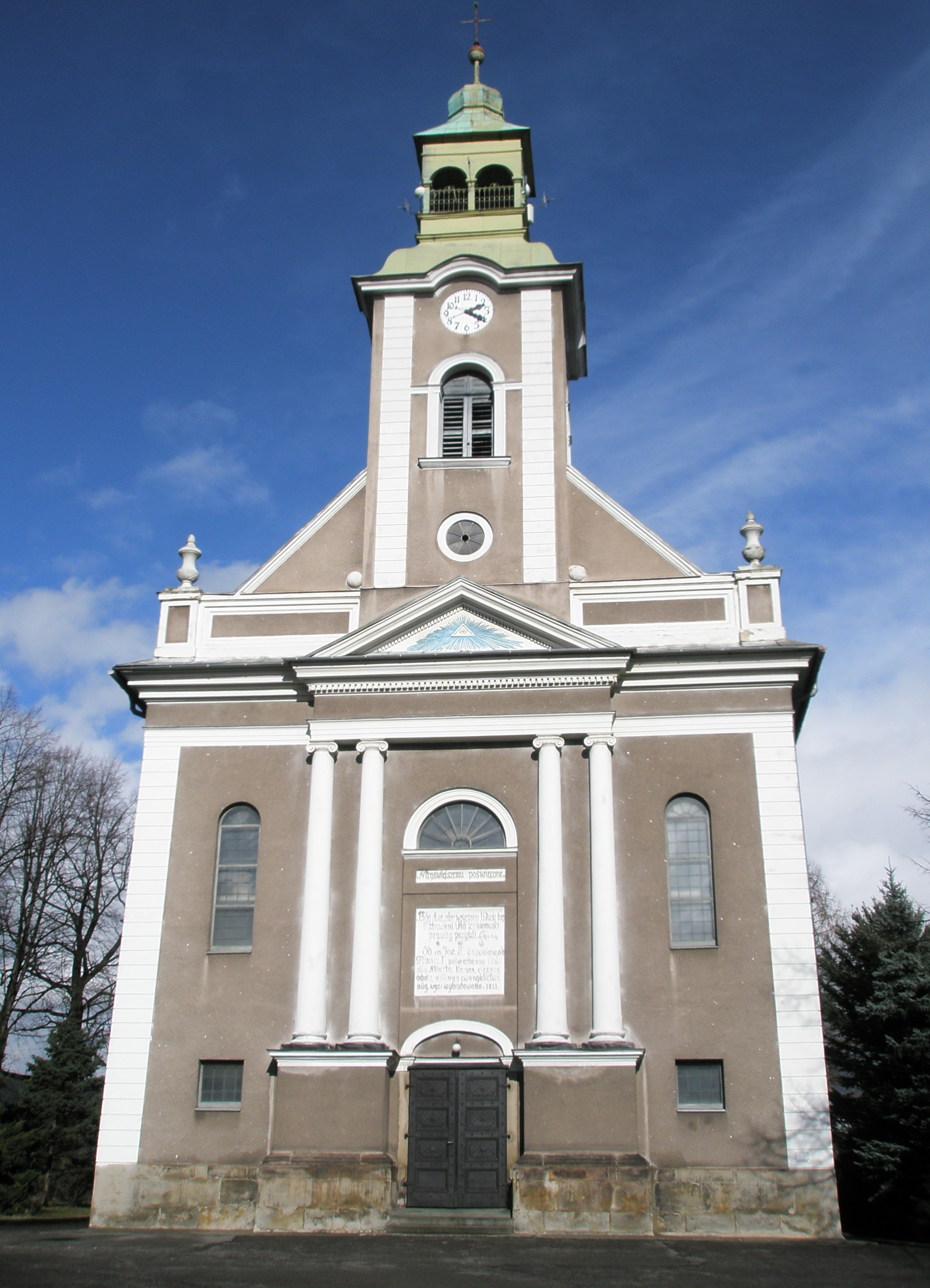
Lutherse kerk (2007)